# Thomas Frei
Pour les articles homonymes, voir Frei.
Pour le biathlète, voir Thomas Frei (biathlon).
Thomas Frei, né le 19 janvier 1985 en Suisse, est un cycliste suisse. Passé par les équipes Astana et BMC Racing, il est contrôlé positif à l'EPO en mars 2010 puis suspendu deux ans.

## Biographie
Thomas Frei commence sa carrière professionnelle en 2007 au sein de l'équipe Astana. En 2008, il se classe sixième du championnat de Suisse du contre-la-montre et dixième du Tour d'Autriche. En fin d'année, il est sélectionné en équipe nationale pour les championnats du monde sur route, où il participe à la course en ligne, qu'il abandonne avant l'arrivée, et au contre-la-montre (41e), en l'absence de Fabian Cancellara.
En 2009, il rejoint l'équipe BMC Racing. Il acquiert au mois d'août de cette année-là sa première victoire en tant que coureur professionnel : la quatrième étape du GP Tell. Aux championnats de Suisse sur route, il est troisième de la course en ligne et quatrième du contre-la-montre. Il se classe seizième du Critérium du Dauphiné libéré, du Tour de Belgique et du Tour de la Région wallonne.
En avril 2010, il est suspendu provisoirement par son équipe BMC Racing lors du Tour du Trentin, après un contrôle positif à l'EPO. Il avoue se doper depuis l'été 2008, sans que l'équipe BMC ne soit au courant. Il estime que son contrôle positif est dû à une part de chance, le test ayant eu lieu le 21 mars, au lendemain de sa première micro-dose d'EPO depuis trois mois. Il ajoute que s'il avait bu un litre d'eau, le test aurait été négatif. Consécutivement à cet aveu, il est licencié par BMC. En juin, il est condamné à une suspension de deux ans.

## Palmarès

### Palmarès amateur
- 2002
  -  Champion de Suisse sur route juniors
  - 3e du championnat de Suisse du contre-la-montre juniors
- 2003
  - 3e étape du Grand Prix Rüebliland
  - 3e du championnat de Suisse de la montagne juniors
  - 3e du Grand Prix Rüebliland
- 2006
  -  Champion de Suisse de la montagne espoirs
  - 2e du championnat de Suisse du contre-la-montre espoirs
  - 2e de Martigny-Mauvoisin
  - 4e du championnat d'Europe du contre-la-montre espoirs

### Palmarès professionnel
- 2009
  - 4e étape du Grand Prix Guillaume Tell
  - 3e du championnat de Suisse sur route
- 2012
  - 1re étape du Tour de Chine I (contre-la-montre par équipes)
  - 2e du championnat de Suisse du contre-la-montre

## Classements mondiaux
| Année           | 2006 | 2007 | 2008 | 2009 | 2010 | 2011 | 2012  |
| --------------- | ---- | ---- | ---- | ---- | ---- | ---- | ----- |
| UCI Asia Tour   |      |      |      |      |      |      | 266e  |
| UCI Europe Tour | 778e |      |      | 544e |      |      | 1012e |